# 直線力山
直線力山（英語：Straight Arron），是一匹在澳洲、香港和杜拜出賽的賽駒，來港後，先後由練馬師大衛希斯、方嘉柏和姚本輝訓練。

## 簡介
週歲價為250,000澳元的「直線力山」以澳洲為基地。2022年4月2日，麥道朗策騎「直線力山」勝出澳洲蘭域馬場的國際三級賽卡賓會錦標。4月16日，麥道朗策騎「直線力山」出戰澳洲蘭域馬場的國際三級賽柏加碟，取得第三名。其後，「直線力山」被運來香港服役，加盟大衛希斯馬房。
2023年1月1日，「直線力山」於香港首次出賽。
2023年2月8日，「直線力山」從大衛希斯馬房轉投方嘉柏馬房。
2023年2月26日，「直線力山」打開其在港的勝利之門。
2023年5月7日，何澤堯策騎「直線力山」勝出國際三級賽皇太后紀念盃。賽後，練馬師方嘉柏說道：「牠是一匹佳駟，現時其評分未盡反映其真正實力，我們將看看牠賽後體力恢復如何。我們會為牠報爭冠軍暨遮打盃，我不認為該賽會有太多賽駒列陣，或許只有六或七匹參賽馬，我們稍後會再作決定。」他續說；「牠為我們取得頭馬，我對牠來季的前景滿抱期待。馬兒在這段短時間內取得極優異成績，這實在是難能可貴。以往亦有不少賽駒顯示即使牠們的評分開始急劇上升，牠們最終仍可克服評分升幅，並且晉身頂級賽駒之列。」騎師何澤堯則表示「直線力山」最近進步神速，下季牠將有力問鼎各項頂級賽事。他說：「『直線力山』是匹佳駟。雖然今賽是場硬仗，但牠在此只需負輕磅，這點對牠甚有幫助，牠確是一匹質素甚佳的賽駒。我們可為牠的目標放眼在下一季的浪琴香港國際賽事，這令人相當期待。」
2023年11月19日，何澤堯策騎「直線力山」勝出國際二級賽馬會盃。賽後，何澤堯說道：「起初牠們步速緩慢，『直線力山』則略為搶口，在我外側的蔡明紹（策騎『將王』）也試圖向我施壓。當牠們加速時，我才較有信心。『直線力山』本身頗具質素，2000米也是牠的首本途程。此前我們讓牠跑過幾場賽事以進一步提升狀態，牠賽前進度理想，我們很高興見到牠今天的表現。如果牠能參加浪琴香港國際賽事，相信屆時演出會更進一步，冀能交出好表現。」練馬師方嘉柏說道：「『直線力山』是一匹優質賽駒，現在才開始達至應有的水平。牠今仗能夠獲勝對我們來說再好不過，讓我們有機會參加大賽（浪琴香港盃），需知道要與全球頂尖長途馬同場對壘從來都不是一件容易的事。但馬兒現已取得參賽資格，如果牠能在浪琴香港國際賽事日跑入前四或前五名，便已算是達成任務了。正如我在賽前採訪中所說，如果牠（『直線力山』）今仗未能獲勝，那麼牠便尚未達到我心目中的水平。我不久前說過，我認為牠的評分可達120分，牠仍有進一步提升的空間。」隨後，「直線力山」再上陣七次（包括角逐杜拜草地大賽），亦只能取得一次第三名，最終在2024年7月1日轉投姚本輝馬房。
2025年3月30日，潘明輝策騎「直線力山」勝出國際二級賽主席錦標。賽後，潘明輝說道：「這是我從騎多年來取得的首場二級賽頭馬，所以過終點後，我感到相當興奮，我得感謝姚本輝及馬主給予我的大力支持。能策牠獲勝令我感到雀躍，賽前我已有預感今日或會有點收穫，所以我真的感到很幸運，而且十分開心。」練馬師姚本輝說道：「這成績令我難以置信，是個十分大的驚喜。牠在賽事頭半部分一直居後，形勢處於下風，我認為一哩途程對牠來說或許稍稍嫌短，但牠仍能在騎師催策下沿欄直上，走勢出色。當馬匹在賽前行圈時，他（潘明輝）曾對我說：『若牠今仗能跑入三甲，我一點也不會感到意外。』我則答道：『這會是個莫大驚喜，特別是跑這個途程。』」

## 同父馬
曾於香港服役出賽並曾勝出大賽的同父馬包括：
- 甜將：曾勝出HKG3 沙田銀瓶（2012）、第一班盃賽樂聲盃（2011）
- 川河勁駒：曾勝出HKG3 精英盃（2011）
- 富高勝：曾勝出第一班盃賽廣東讓賽盃（2011）、第一班盃賽香港特區行政長官盃（2012）
- 喜旺寶：曾勝出G3 獅子山錦標（2017）

## 在港勝出賽事全紀錄
| 比賽日期   | 賽事名稱             | 賽事班次 | 賽道 | 賽事路程 | 比賽馬場 | 名次 | 完成時間 | 騎師   |
| ---------- | -------------------- | -------- | ---- | -------- | -------- | ---- | -------- | ------ |
| 26/02/2023 | 花旗銀行保險服務讓賽 | 第三班   | 草地 | 1800米   | 沙田馬場 | 1    | 1:47.68  | 薛恩   |
| 23/04/2023 | 灣仔峽讓賽           | 第二班   | 草地 | 1800米   | 沙田馬場 | 1    | 1:47.30  | 何澤堯 |
| 07/05/2023 | 皇太后紀念盃（讓賽） | G3       | 草地 | 2400米   | 沙田馬場 | 1    | 2:30.72  | 何澤堯 |
| 19/11/2023 | 中銀香港馬會盃       | G2       | 草地 | 2000米   | 沙田馬場 | 1    | 2:01.84  | 何澤堯 |
| 30/03/2025 | 主席錦標             | G2       | 草地 | 1600米   | 沙田馬場 | 1    | 1.34.09  | 潘明輝 |

## 在港一級賽出賽全紀錄
| 比賽日期   | 賽事名稱         | 賽事班次 | 賽道 | 賽事路程 | 比賽馬場 | 名次 | 完成時間 | 騎師   |
| ---------- | ---------------- | -------- | ---- | -------- | -------- | ---- | -------- | ------ |
| 28/05/2023 | 渣打冠軍暨遮打盃 | G1       | 草地 | 2400米   | 沙田馬場 | 4    | 2:27.08  | 何澤堯 |
| 10/12/2023 | 浪琴香港盃       | G1       | 草地 | 2000米   | 沙田馬場 | 4    | 2:02.12  | 何澤堯 |
| 21/01/2024 | 董事盃           | G1       | 草地 | 1600米   | 沙田馬場 | 6    | 1:34.69  | 何澤堯 |
| 25/02/2024 | 花旗銀行香港金盃 | G1       | 草地 | 2000米   | 沙田馬場 | 4    | 2:00.95  | 布文   |
| 28/04/2024 | 富衛保險女皇盃   | G1       | 草地 | 2000米   | 沙田馬場 | 10   | 2:04.56  | 何澤堯 |
| 26/05/2024 | 渣打冠軍暨遮打盃 | G1       | 草地 | 2400米   | 沙田馬場 | 8    | 2:27.90  | 何澤堯 |
| 08/12/2024 | 浪琴香港盃       | G1       | 草地 | 2000米   | 沙田馬場 | 5    | 2:01.31  | 艾道拿 |
| 23/02/2025 | 香港金盃         | G1       | 草地 | 2000米   | 沙田馬場 | 7    | 2:01.54  | 霍宏聲 |
| 27/04/2025 | 富衛保險女皇盃   | G1       | 草地 | 2000米   | 沙田馬場 | 8    | 2:01.27  | 潘明輝 |

## 在港以外大賽出賽全紀錄
| 比賽日期   | 賽事名稱     | 賽事班次 | 賽道 | 賽事路程 | 比賽馬場 | 名次 | 完成時間 | 騎師   |
| ---------- | ------------ | -------- | ---- | -------- | -------- | ---- | -------- | ------ |
| 02/04/2022 | 卡賓會錦標   | G3       | 草地 | 1600米   | 蘭域馬場 | 1    | 1:41.77  | 麥道朗 |
| 16/04/2022 | 柏加碟       | G3       | 草地 | 2000米   | 蘭域馬場 | 3    | —        | 麥道朗 |
| 30/03/2024 | 杜拜草地大賽 | G1       | 草地 | 1800米   | 美丹馬場 | 6    | 1:46.56  | 艾道拿 |

## 外部連結
- . 2023-05-07  [2023-05-07]. （原始内容存档于2023-06-25）.
- . 2023-11-19  [2023-11-19]. （原始内容存档于2023-12-01）.
- . 2024-03-29  [2024-03-29].
- . 2025-03-30  [2025-03-30].